# ماري وندسور
ماري وندسور (بالإنجليزية: Marie Windsor)‏ هي ممثلة أمريكية، ولدت في 11 ديسمبر 1919 بماريسفال في الولايات المتحدة، وتوفيت في 10 ديسمبر 2000 ببيفرلي هيلز في الولايات المتحدة.

## أعمال

### أفلام
- (1947) الباعة المتجولون
- (1956) القتل

## وصلات خارجية
- ماري وندسور على موقع IMDb (الإنجليزية)
- ماري وندسور على موقع ألو سيني (الفرنسية)
- ماري وندسور على موقع أول موفي (الإنجليزية)
- ماري وندسور على موقع قاعدة بيانات برودواي على الإنترنت (الإنجليزية)
- ماري وندسور على موقع قاعدة بيانات الأفلام السويدية (السويدية)
- ماري وندسور على موقع إن إن دي بي (الإنجليزية)
- ماري وندسور على موقع قاعدة بيانات الفيلم (الإنجليزية)
- ماري وندسور على موقع كينوبويسك (الروسية)